# Вила Инфериоре (Верчели)
Вила Инфериоре је насеље у Италији у округу Верчели, региону Пијемонт.
Према процени из 2011. у насељу је живело 14 становника. Насеље се налази на надморској висини од 1086 м.